# とび蹴りアチョ〜ズ
『とび蹴りアチョ～ズ』（とびげりアチョ～ズ、原題：Kickin' It）は2011年6月13日 から2015年3月25日まで、アメリカ合衆国のディズニーXDで放送されていたテレビドラマである。

## あらすじ
ショッピングセンターの一角にある空手道場ボビー・ワサビ武術アカデミーは弟子の数がきわめて少なく、師範も長期間家賃を滞納するほど困窮していた。そこへ、中国武術の達人にして、地元でスケートボーダーをしているジャックがアカデミーにやってきた。

## 登場人物

### ボビー・ワサビ武術アカデミー関係者
ボビー・ワサビの道場自体はいくつもあるが、今作の舞台となる道場は、ショッピングセンターの一角にあるさびれた道場である。
ジャック
演 - レオ・ハワード / 吹き替え - 阿部敦
ボビー・ワサビ武術アカデミーを立て直しに来たスケートボーダー。空手の技は、かつてアカデミーに通っていた祖父から伝授されたものである。
ブラック・ドラゴンからの勧誘をかわしている。
キム
演 - オリヴィア・ホルト / 吹き替え - 伊瀬茉莉也
ボビー・ワサビ武術アカデミーの紅一点である、自信家の少女。もともとはブラック・ドラゴンの門下生だったが、道場とのトラブルによりアカデミーに転がり込んできた。
女性故に過小評価される傾向にある。
ジャックを舞踏会に誘ったが、断られたことがある。
ルーディ
演 - ジェイソン・アールズ/ 吹き替え - 梯篤司
ボビー・ワサビ武術アカデミーの師範。
ミルトン
演 - ディラン・ライリー・スナイダー / 吹き替え - 成家義哉
フレンチ・ホルンの授業で虐められて以来、自衛のために格闘技を学ぶ少年。ジュリーというガールフレンドがいる。
ジェリー
演 - マテオ・アリアス / 吹き替え - 茶花健太
体育の授業の単位を取得すべく、道場で修行に励む"一匹狼"の少年。強がる傾向にあるが、誠実で友情には篤い性格。
ラティーノであるため、時折会話にスペイン語が混じる。また、ダンスの才能がある。
エディ
演 - アレックス・クリスチャン・ジョーンズ / 吹き替え - 小島敬介
愛らしいが協調性に欠けた少年。道場が閉鎖したらMrs. King's Dance Academyに戻らなければならず、道場がつぶれることを恐れている。
ボビー・ワサビ
演 - ジョエル・マクラリー / 吹き替え - 広田みのる 
国際的な映画スターで、自身の名を冠した道場のチェーンをいくつも持っている。

### ブラック・ドラゴン
ボビー・ワサビ武術アカデミーのライバルである道場。
タイ
演 - イアン・リード・ケスラー / 吹き替え - 坂東尚樹
ブラック・ドラゴンの師範で、ルーディのライバル。

### その他
マージ
演 -ロニー・ラブ/ 吹き替え - 小林加奈
Seaford High Schoolの食堂の配膳担当者。
ロニー
演 - ピーター・オルドリング
ルーディーのフレネミーにあたる人物。
アルバート
演 - ジミー・ベリンジャー / 吹き替え - 河合みのる
ミルトンのオタク友達。キムの事が好き。

## エピソード
| シーズン | シーズン | 話数 | 話数 | 放送期間      | 放送期間      |
| シーズン | シーズン | 話数 | 話数 | 初回放送      | 最終回放送    |
| -------- | -------- | ---- | ---- | ------------- | ------------- |
|          | 1        | 21   | 21   | 2011年6月13日 | 2012年3月26日 |
|          | 2        | 23   | 23   | 2012年4月2日  | 2012年12月3日 |
|          | 3        | 22   | 22   | 2013年4月1日  | 2014年1月27日 |
|          | 4        | 18   | 18   | 2014年2月17日 | 2015年3月25日 |

## 製作
本作は、エミー賞にノミネート経験があり、en:3rd Rock from the Sun,en:Grounded for Life, en:The Tracy Morgan Showといったコメディドラマの脚本や製作を行ってきたジム・オドハティがこの番組の制作を担当した  。
本作は、オドハティが子供のころに緑帯を取得したロングアイランドの道場での思い出や、彼の2人の娘の空手への興味をもとにしている。
現在はその道場は閉鎖されて動物病院になっており、閉鎖されて以来オドハティは武術のけいこをしていない 。
キャスティングは2010年初頭から始まり 、道場の師範ルーディ役には、『シークレット・アイドル ハンナ・モンタナ』でハンナの兄ジャクソンを演じたジェイソン・アールズが道場の師範・ルーディが起用された。彼は武術の経験がなく、自身のスタントダブルとともに、5週間役作りに励んだ。この修行の中で、アールズは格闘技以外にも、パルクールやタンブリングも行った。
ジャック役には、実際に空手の黒帯を取得し、同じくディズニーチャンネルのen:Leo Little's Big Showにメインキャストとして出演していたレオ・ハワードが起用された。
また、ミルトン役はディズニーのブロードウェイミュージカル『ターザン』に出演していた ディラン・ライリー・スナイダーに決まり 、ジェリー役には『シークレット・アイドル ハンナ・モンタナ』のリコ役で有名なモイセス・アリアスの弟 マテオ・アリアスが起用された。
さらに、キム役はハスブロなどのTVCMに多く出演した俳優オリヴィア・ホルトに決まった 。そして、エディ役にはルーベン・スタッダードのミュージックビデオ 『フライング・ウィズアウト・ウィングス』に出演した アレックス・ジョーンズが起用された。
本作のパイロット版は2010年8月に収録され、同年11月ディズニーXDはこのパイロット版のシリーズ化を決定し、2011年1月から撮影が開始された（このとき番組名は'Wasabi Warriorsだった） 。
番組開始に向けて、ディズニーチャンネルのCEOゲイリー・マーシュ (en:Gary Marsh )は、「従来のシチュエーション・コメディと格闘技を合わせることにより、独自のコメディの形式が出来上がった。さらに、レオ・ハワードという実際に黒帯を持つ格闘家と、ジェイソン・アールズのような才能をもったコメディアンの組み合わせは、この番組を成功に導けると我々は確信している」とコメントを寄せている。
2011年9月20日、ディズニーXDは第2シーズンの製作を発表し、2012年4月2日から第2シーズンの放送が始まった。
2013年には最終シーズンとなる第4シーズンが2014年11月から始まることが報じられ、その中でキム役のホルトが『やってないってば!』に出演するため降板することが明らかとなった。